# Михайлов, Фёдор Иванович
Фёдор Иванович Михайлов (1878—1960) — советский изобретатель, рационализатор производства, Герой Труда.

## Биография
Фёдор Иванович Михайлов родился в 1878 году в Костроме. 
Трудовую деятельность начал в качестве помощника слесаря, затем работал масленщиком, помощником механика на пароходе «Белочка». 
В 1915 году поступил на работу в сборочный цех эвакуированного из Риги завода, на котором изготовлялись револьверные станки. 
После установления Советской власти, когда завод был национализирован, Михайлов в течение нескольких лет продолжал работать на нём.
В 1923 году Михайлов перешёл на должность главного механика Костромского фанерного завода. Внёс большой вклад в улучшение заводского оборудования и налаживания производства качественной продукции. Неоднократно премировался и получал благодарности от коллектива и руководства завода. 
С 1927 года работал мастером в сборочном цеху на заводе «Рабочий металлист». Внёс ряд усовершенствований в опытные ветряные двигатели, разработанные Центральным аэрогидродинамическим институтом, положительно оценённых специалистами.
Указом Президиума ВЦИК в 1929 году Фёдору Ивановичу Михайлову было присвоено звание Героя Труда.
В начале 1930-х годов Михайлов активно разрабатывал и внедрял технические новшества в технологические процессы изготовления опрокидных железнодорожных платформ для Туркестано-Сибирской железной дороги, экскаваторов. Активно внедрял в производство электросварку, разработал пресс для резки стальных балок. Впоследствии работал сотрудником бюро рационализации, заместителем директора завода. В 1934 году вышел на пенсию. 
Умер в 1960 году.